# Junceustreptus bowningi
Junceustreptus bowningi är en mångfotingart som beskrevs av Demange 1961. Junceustreptus bowningi ingår i släktet Junceustreptus och familjen Harpagophoridae. Inga underarter finns listade i Catalogue of Life.